# 1847

## أحداث
- تأسيس مدينة جاكوب آباد وتقع حاليا في باكستان.
- نهاية الغزو الفرنسي للجزائر في 1847 والتي بدأت في 1830.
- 30 يناير - تغير اسم قرية يربا بوينا في كاليفورنيا إلى سان فرانسيسكو.
- 1 يوليو - افتتاح محطة سكة حديد وارك وورث في إنجلترا.
- 26 يوليو - تأسيس دولة ليبيريا.
- 15 سبتمبر صدور العدد الأول من جريدة المبشر الجزائرية.
- 12 نوفمبر - الطبيب البريطاني جيمس يانج سيمبسون يستخدم الكلوروفورم في التخدير لأول مرة في التاريخ.
- 23 ديسمبر - استسلام الأمير عبد القادر الجزائري للفرنسيين.
- تاسيس شركة بياجيه للساعات في سويسرا.
- اتمام بناء أول خط تلغرافي بين مدينتي كليفلاند وبتسبورغ.
- تأسيس مؤسسة المهندسين الميكانيكيين في برمنغهام.
- العالم الفرنسي انطوان ريدييه يخترع المنبه.
- جوفريدو ماميلي يكتب النشيد الوطني الايطالي.
- تأشيش شركة سيمنز.
- إصدار أول ورقة نقدية تونسية وهي من فئة 50 ريالاً.
- افتتاح أول مكتب للبريد التونسي.
- اقتتاح قصر رأس التين بالإسكندرية.
- تأسيس سولت ليك هي مدينة في ولاية يوتا في الولايات المتحدة الأمريكية.

## مواليد
- ألكسندر غراهام بيل
- ادوارد واليس هوتش
- باول فون هيندنبورغ
- سيدني سونينو
- 14 يناير - تشارلز رينيه زيلر، عالم نبات فرنسي.
- 17 يناير نيكولاي جيغوروفيتش شوكوفسكي رياضياتي وميكانيكي موائع روسي. كان يعتبر أب الطيران الروسي.
- 11 فبراير - توماس ألفا إديسون، مخترع ورجل الأعمال الأمريكي.
- 2 مارس - إبراهيم اليازجي لغوي وناقد وأديب لبناني في بيروت.
- 3 مارس - ألكسندر غراهام بيل، مخترع التليفون.
- 27 مارس - أوتو فالاخ، عالم كيمياء ألماني وحاز على جائزة نوبل في الكيمياء عام 1910.
- 10 أبريل - جوزيف بوليتزر في هنغاريا.
- 7 مايو - أرشيبالد بريمروز سياسي بريطاني.
- 1 يوليو - هاينريش جيلزر، عالم كلاسيكات ألماني.
- 10 أكتوبر آني بيزنت، كاتبة بريطانية.
- 1 نوفمبر - إيما ألباني، مغنية أوبرا وملحنة كندية بريطانية.
- 8 نوفمبر - برام ستوكر كاتب بريطاني مؤلف رواية دراكولا.
- 5 سبتمبر -جيسي جيمس، زعيم عصابة أمريكي.
- والتر كلنر

## وفيات
- بندر السعدون شيخ قبيلة المنتفق.
- 11 يوليو أنتوان فيرجيل شنيدر نرال فرنسي
- 4 نوفمبر فيلكس مندلسون موسيقار ألماني وقائدا للأوركسترا في الحقبة الرومانتيكية المبكرة.
- روبرت ليستون جراح اسكتلندي.